# Андерсон Варежау
Андерсон Варежау(порт. Anderson Varejão; *28 вересня 1982) — бразильський професіональний баскетболіст. Гравець збірної Бразилії та клубу НБА «Клівленд Кавальєрс».

## Кар'єра у НБА
Був вибраний на драфті 2004 під 30 загальним номером командою «Орландо Меджик» і обміняний у «Кавальєрс».
У дебютному сезоні посів перше місце в НБА за відношенням кількості перехоплень до кількості втрат.
5 грудня 2008 провів за «Кавальєрс» 250 гру. До нього цієї відмітки досягли 34 гравці.
2 січня 2009 року встановив особистий рекорд результативності у НБА, набравши 26 очок у грі проти «Чикаго Буллз».
За підсумками сезону 2009-10 Андерсона було обрано у другу команду захисників НБА.

## Статистика кар'єри в НБА

### Регулярний сезон
| Сезон   | Команда            | GP  | GS  | MPG  | FG%  | 3P%  | FT%  | RPG | APG | SPG | BPG | PPG |
| ------- | ------------------ | --- | --- | ---- | ---- | ---- | ---- | --- | --- | --- | --- | --- |
| 2004-05 | Клівленд Кавальєрс | 54  | 0   | 16.0 | .513 | .000 | .535 | 4.8 | .5  | .8  | .7  | 4.9 |
| 2005-06 | Клівленд Кавальєрс | 48  | 4   | 15.8 | .527 | .000 | .513 | 4.9 | .4  | .6  | .4  | 4.6 |
| 2006-07 | Клівленд Кавальєрс | 81  | 6   | 23.9 | .476 | .000 | .616 | 6.7 | .9  | .9  | .6  | 6.8 |
| 2007-08 | Клівленд Кавальєрс | 48  | 13  | 27.5 | .461 | .000 | .598 | 8.3 | 1.1 | .8  | .5  | 6.7 |
| 2008-09 | Клівленд Кавальєрс | 81  | 42  | 28.5 | .536 | .000 | .616 | 7.2 | 1.0 | .9  | .8  | 8.6 |
| 2009-10 | Клівленд Кавальєрс | 76  | 7   | 28.5 | .572 | .200 | .663 | 7.6 | 1.1 | .9  | .9  | 8.6 |
| 2010-11 | Клівленд Кавальєрс | 31  | 31  | 32.1 | .528 | .000 | .667 | 9.7 | 1.5 | .9  | 1.2 | 9.1 |
| Кар'єра |                    | 419 | 103 | 24.7 | .519 | .043 | .605 | 6.9 | .9  | .8  | .7  | 7.1 |

### Плей-оф
| Сезон   | Команда            | GP | GS | MPG  | FG%  | 3P%  | FT%  | RPG | APG | SPG | BPG | PPG |
| ------- | ------------------ | -- | -- | ---- | ---- | ---- | ---- | --- | --- | --- | --- | --- |
| 2006    | Клівленд Кавальєрс | 13 | 0  | 18.3 | .620 | .000 | .703 | 4.5 | .2  | .7  | .2  | 6.8 |
| 2007    | Клівленд Кавальєрс | 20 | 0  | 22.4 | .511 | .000 | .563 | 6.0 | .6  | 1.0 | .6  | 6.0 |
| 2008    | Клівленд Кавальєрс | 13 | 0  | 18.5 | .407 | .000 | .429 | 5.2 | .7  | .6  | .1  | 4.1 |
| 2009    | Клівленд Кавальєрс | 14 | 14 | 30.0 | .500 | .000 | .682 | 6.4 | .6  | 1.3 | 1.1 | 6.9 |
| 2010    | Клівленд Кавальєрс | 11 | 0  | 23.2 | .417 | .000 | .742 | 6.5 | .6  | 1.0 | .8  | 5.7 |
| Кар'єра |                    | 71 | 14 | 22.5 | .494 | .000 | .629 | 5.7 | .5  | .9  | .6  | 5.9 |